# Gerhard Klein (Pädagoge)
Gerhard Wilhelm Klein (* 21. März 1932 in Stuttgart) ist ein deutscher Erziehungswissenschaftler. Er ist Professor im Ruhestand für Sonderpädagogik.

## Leben
Gerhard Klein wuchs in Heimsheim auf und besuchte das Gymnasium in Korntal. 1952 bis 1954 studierte er in Stuttgart am damaligen Pädagogischen Institut (PI) und war anschließend an verschiedenen Orten, darunter auch in Pfullingen, als damals so genannter Volksschullehrer tätig. 1956/1957 machte er eine ergänzende Ausbildung zum Hilfsschullehrer und war als solcher bis 1959 tätig. Ab 1959 studierte er in Tübingen und Bonn Pädagogik, Philosophie, Psychologie und Psychopathologie. 1964 wurde er in Tübingen bei Andreas Flitner mit der Arbeit Persönlichkeitsentwicklung in der Schule. Eine pädagogische Untersuchung deutscher Nachkriegskinder zum Dr. phil. promoviert. Ab 1965 war er zunächst Dozent und dann Professor für Lernbehindertenpädagogik an der Pädagogischen Hochschule Reutlingen und spezialisierte sich auf Frühförderung behinderter und von Behinderung bedrohter Kinder. Nach deren Auflösung 1987 wurde der Fachbereich Sonderpädagogik an die Pädagogische Hochschule Ludwigsburg angegliedert. Zu seinen Studenten gehörte unter anderem Wolle Kriwanek.
Von 1984 bis 1990 war Gerhard Klein Mitherausgeber der Zeitschrift Sonderpädagogik. Schwerpunkte in Forschung und Lehre waren Lernbehindertenpädagogik, Frühförderung und Montessoripädagogik. Seit einem Gutachten für den Deutschen Bildungsrat 1973 engagierte er sich für die Frühförderung von Kindern aus sozial schwachen und randständigen Familien. In der Folge wurden interdisziplinäre Frühförderstellen in ganz Deutschland eingerichtet.
Über acht Jahre war er – im Wechsel mit dem Neuropädiater Gerhard Neuhäuser – Vorsitzender der Vereinigung für interdisziplinäre Frühförderung (VIFF). In dieser Rolle regte er in den 1980er und 1990er Jahren mehrere Symposien zur Frühförderung an.
Seit seiner Pensionierung 1997 ist er als Dozent für Montessoripädagogik tätig. Er ist Autor wissenschaftlicher Veröffentlichungen und Schulbücher für Sonderschulen.
Gerhard Klein ist evangelisch, war von 1965 bis zu ihrem Tod im Jahr 2008 mit Regine Klein, geborene Weirich, verheiratet. Er wohnt in Pfullingen und hat vier Kinder.

## Ehrungen und Auszeichnungen
- 1994: Bundesverdienstkreuz am Bande
- 2012 Bürgermedaille der Stadt Pfullingen[1][2]
- 2013 Montessori-Preis der Stiftung Montessori-Pädagogik-Reformpädagogik-Wissenschaft[3]

## Schriften
- Persönlichkeitsentwicklung in der Schule. Quelle & Meyer, Heidelberg 1965.
- Kritische Analyse gegenwärtiger Konzeptionen der Sonderschule für Lernbehinderte. In: Sonderpädagogik. Heft 1, 1971, S. 1–13.
- mit Herwig Baier (Hrsg.): Aspekte der Lernbehindertenpädagogik. Marhold, Berlin 1973. 2. Auflage 1975, ISBN 3-7864-0318-X.
- Die Frühförderung potentiell lernbehinderter Kinder. In: Deutscher Bildungsrat, Gutachten und Studien der Bildungskommission 25, Sonderpädagogik 1, Behindertenstatistik, Früherkennung, Frühförderung. Ernst Klett Verlag, Stuttgart 1973, 2. Auflage 1975, ISBN 3-12-925970-8.
- Studienbriefe der Fernuniversität, Gesamthochschule Hagen: Früherkennung und Frühförderung potentiell lernbehinderter Kinder / Zur Praxis der Frühförderung entwicklungsverzögerter und entwicklungsgefährdeter Kinder / Verfahren und Praxisfelder der Frühförderung entwicklungsverzögerter und -gefährdeter Kinder. Hagen 1981, 1983.
- Lernbehinderte Kinder und Jugendliche – Lebenslauf und Erziehung. Kohlhammer, Stuttgart 1983, ISBN 3-17-009028-3.
- Hansjörg Kautter: Das Kind als Akteur seiner Entwicklung. Idee und Praxis der Selbstgestaltung in der Frühförderung entwicklungsverzögerter und entwicklungsgefährdeter Kinder. Mit Beiträgen von Gerhard Klein. Edition Schindele, Heidelberg 1988. 3. Auflage 1995, ISBN 3-89149-209-X.
- Präventive Frühförderung für Risikokinder. Kohlhammer, Stuttgart 2001, ISBN 3-17-016592-5.
- Frühförderung für Kinder mit psychosozialen Risiken. Kohlhammer, Stuttgart 2002, ISBN 3-17-016592-5.
- Montessori-Pädagogik und Gehirnforschung. In: MONTESSORI – Zeitschrift für Montessori-Pädagogik. Heft 3, 2005, S. 97–115.
- Frühförderung für Kinder mit psychosozialen Risiken. In: Christoph Leyendecker (Hrsg.): Gefährdete Kindheit, Risiken früh erkennen - Ressourcen früh fördern. Kohlhammer, Stuttgart 2010, ISBN 978-3-17-020954-1.
- Verantwortung in der Sonderpädagogik und Freiheit in Lehre und Forschung. In: Ursula Stinkes (Hrsg.), Ellen Schwarzburg-von Wedel (Hrsg.): Sonderpädagogik und Verantwortung. Universitätsverlag Winter, Heidelberg 2012, ISBN 978-3-8253-8342-8.
- Sonderpädagogik an der Pädagogischen Hochschule Reutlingen. In: Hermann Wenzel, Theodor Karst, Martin Th. Hahn, Hermann Fischer (Hrsg.): Pädagogische Hochschule Reutlingen 1962 - 1987. Örtel + Spörer, Reutlingen 2015, ISBN 978-3-88627-392-8.
- Bensberger Vorträge. In: MONTESSORI – Zeitschrift für Montessori-Pädagogik. Sonderheft 3, 2021, ISSN 0944-2537.